# Ireneu de Lyon
Ireneu ou Irineu de Lyon ou Lião, em grego Εἰρηναῖος [pacífico] transliterado [Eirenaios], em latim Irenaeus, (c. 130–202) foi um bispo grego, teólogo e escritor que nasceu, segundo se crê, na província romana da Ásia Menor Proconsular — a parte mais ocidental da actual Turquia — provavelmente Esmirna.
O livro mais famoso de Irineu, Sobre a detecção e refutação da chamada Gnosis, também conhecido como Contra Heresias (Adversus haereses, ca. 180 d.C.) é um ataque minucioso ao gnosticismo, que era então uma séria ameaça à Igreja primitiva e, especialmente, ao sistema proposto pelo gnóstico Valentim. Como um dos primeiros grandes teólogos cristãos, ele enfatizava os elementos da Igreja, especialmente o episcopado, as Escrituras e a tradição. Irineu escreveu que a única forma de os cristãos se manterem unidos era aceitarem humildemente uma autoridade doutrinária dos concílios episcopais.
Seus escritos, assim como os de Clemente e Inácio, são tidos como evidências iniciais da primazia papal. Irineu foi também a testemunha mais antiga do reconhecimento do caráter canônico dos quatro evangelhos.
As Igrejas Católicas e Ortodoxas consideram-no santo, o que é reconhecido pelos protestantes da Comunhão Anglicana e da Igreja Luterana, sendo seu dia comemorado, a 28 de junho, exceto pela Igreja Ortodoxa, onde seu dia é a 23 de agosto.
Em 21 de janeiro de 2022, o Papa Francisco assinou o decreto que inclui o santo na lista dos Doutores da Igreja. Santo Irineu recebeu o título de "Doctor unitatis".

## Biografia
Há escassa informação sobre sua vida e muitas coisas são pouco exatas. Teria nascido na Ásia proconsular, pelo menos em alguma província em seu limite, na primeira metade do século II. Não se sabe a data certa de seu nascimento. Está entre os anos 115 e 125, ou entre 130 e 142 segundo outros autores.
O que é certo é que, ainda muito jovem, tinha visto e escutado Policarpo de Esmirna (69-155) que, por sua vez — segundo uma tradição atestada por Papias de Hierápolis — fôra discípulo de João, o Evangelista. Durante a perseguição ordenada por Marco Aurélio, Ireneu era sacerdote na igreja de Lugduno (atual Lyon), na Gália. O clero da cidade, muitos dos quais presos por testemunharem sua fé, enviou (em 177 ou 178) uma carta ao papa Eleutério sobre o montanismo, testemunhando os méritos de Ireneu. Quando São Potínio foi martirizado, Ireneu foi feito bispo em seu lugar.
Durante a trégua religiosa subsequente à perseguição de Marco Aurélio, o novo bispo dividiu seu tempo entre deveres como pastor e missionário (do que temos poucas e incertas informações) e os seus escritos, quase todos dirigidos contra a heresia do gnosticismo, que começava a se espalhar pela Gália. Neste sentido, sua obra mais famosa é chamada de Contra Heresias (Adversus haereses). Em 190 ou 191, intercedeu junto ao papa Vítor I para suspender a sentença de excomunhão imposta sobre as comunidades de cristãos na Ásia Menor, que continuavam as práticas dos quartodecimanos — que desejavam celebrar a Páscoa segundo a tradição judaica.
Ignora-se a data de sua morte, que deve ter ocorrido no fim do século II ou início do século III. Apesar de alguns testemunhos isolados e tardios nesse sentido, é incerto se terminou sua vida num martírio. Morreu por volta de 202 d.C. quando da perseguição movida pelo imperador romano Septímio Severo ou nas mãos de hereges. Foi enterrado sob a igreja de São João em Lyon, posteriormente renomeada "Santo Ireneu" em sua homenagem. Porém, o túmulo e seus restos foram completamente destruídos em 1562 pelos huguenotes.

## A obra teológica
Ireneu escreveu em grego a sua obra, que lhe assegurou lugar de prestígio excepcional na literatura cristã devido, não só, às questões religiosas controversas de importância capital que abordou, bem como por mostrar o testemunho de um contemporâneo das primeiras gerações cristãs. Nada do que escreveu chegou a nós no texto original, mas muitos fragmentos existem e citações em escritores posteriores como Hipólito de Roma e Eusébio de Cesareia.
Duas de suas principais obras chegaram até aos dias de hoje em suas versões latinas e arménias: a primeira é a "Exposição e refutação do pretenso conhecimento", em português conhecida como Contra Heresias por ser frequentemente conhecida e citada pelo seu nome latino de Adversus haereses.
É uma obra para combater o gnosticismo. Em seus cinco livros, expõe de início as doutrinas gnósticas, com referências às suas distintas seitas e escolas nascidas nas comunidades cristãs. Ao refutar as versões mais importantes (de Valentim, de Basílides e de Marcião de Sinope) Ireneu frequentemente opõe a elas a verdadeira doutrina da Igreja da sua época, dando-nos, deste modo — pelo seu recurso à razão, à doutrina da Igreja e à Bíblia —, testemunhos indirectos e directos relevantes acerca do que então era tido como a doutrina eclesiástica. Aborda, ainda, passagens muito comentadas pelos teólogos que dizem respeito ao Evangelho segundo João, à Eucaristia e à primazia da Igreja Romana. Ireneu termina esta obra defendendo a ressurreição da carne, escândalo máximo para os gnósticos. Dos originais restaram fragmentos, e há traduções latinas e armênias.
No livro I, Ireneu fala sobre os valentianos e seus precursores, cujas raízes vão até Simão Mago. No segundo livro, ele tenta provar que o valentianismo não tem mérito algum em suas doutrinas. Já no terceiro livro, Ireneu propõe que essas doutrinas são falsas com base em evidências obtidas dos Evangelhos. No livro quarto, Ireneu reforça a união do Antigo Testamento e os Evangelhos ao mesmo tempo que fornece um conjunto de ditos de Jesus. No último livro, ele se concentra em mais ditos de Jesus e também em cartas de Paulo de Tarso.
Em sua refutação do gnosticismo valentiniano, Ireneu se preocupa principalmente em demonstras as origens não-cristãs do mesmo, propondo uma tese segundo o qual as heresias gnósticas teriam se originado de um deturpador da mensagem cristã, Simão, o Mago . Este intento heresiológico influenciará escritos posteriores como Hipólito de Roma em sua Refutação de Todas as Heresias .
Até a descoberta, em 1945, da chamada Biblioteca de Nag Hammadi, esta obra de Ireneu era a melhor descrição das correntes gnósticas do início da era cristã. De acordo com alguns estudiosos bíblicos, os achados de Nag Hammadi demonstraram que as descrições de Ireneu sobre o gnosticismo são muito incorretas e polêmicas em sua natureza. Embora correto em alguns detalhes sobre as crenças dos diversos grupos, o principal objetivo de Ireneu era advertir os cristãos contra o gnosticismo em vez de descrever corretamente suas crenças. Ele descreveu os grupos gnósticos como libertinos, por exemplo, quando algumas de suas próprias obras advogavam a castidade com mais fervor do que as ortodoxas. Porém, pelo menos um estudioso, Rodney Stark, alega que a mesma Biblioteca de Nag Hammadi prova que Ireneu estava correto.
Parece que a crítica de Ireneu contra os gnósticos era exagerada, o que provocou sua rejeição pelos estudiosos por um longo tempo. Como exemplo, ele escreveu:
| “ | Eles declaram que Judas, o traidor, era perfeitamente familiar com estas coisas e que, ele, sozinho, sabendo da verdade como ninguém mais, realizou o mistério da traição. Através dele todas as coisas foram então atiradas em confusão. Eles então produziram uma história fictícia deste tipo, que chamaram de Evangelho de Judas. | ” |

 Estas alegações se mostraram verdadeiras no texto do Evangelho de Judas, onde Jesus pediu a Judas o traísse. Sobre as incorreções de Ireneu sobre as libertinagens sexuais entre os gnósticos, é claro que eles não eram um grupo coeso, mas um conjunto de seitas. Alguns eram realmente libertinos, considerando a existência corporal como sem nenhum sentido. Outros, pelo mesmo motivo, prezavam a castidade ainda mais fortemente que a cristandade, chegando ao ponto de banir o casamento e toda atividade sexual.
A sua segunda obra é a "Exposição ou Prova do Ensinamento Apostólico", breve texto, cujo conteúdo corresponde na perfeição ao seu título. Há dela uma muito antiga tradução, literal, em armênio descoberta em 1904. Ireneu não quer nela refutar as heresias, mas confirmar aos fiéis a exposição da doutrina cristã, sobretudo ao demonstrar a verdade do Evangelho por meio de profecias do Velho Testamento. Embora não contenha nada do que já não tenha sido dito em Adversus haereses, é um documento de grande interesse e magnífico testemunho da fé profunda e viva de Ireneu.
Do restante da sua obra seguinte, apenas existem fragmentos espalhados. Muitos só se conhecem por menção a eles feita por outros escritores. São eles:
- um tratado contra os gregos, intitulado "Sobre o Conhecimento", mencionado por Eusébio de Cesareia
- um documento dirigido ao sacerdote romano Florinus "Sobre a Monarquia, ou como Deus não é a causa do Mal" com fragmento na "História Eclesiástica" de Eusébio
- um documento "Sobre Ogdoad", provavelmente contra a Ogdóade do gnóstico Valentim escrito para o mesmo supra-citado sacerdote Florinus, que aderira à seita dos valentianos do qual há fragmento em Eusébio
- um tratado sobre o cisma dirigido a Blastus (mencionado por Eusébio)
- uma carta ao papa Vítor I contra o sacerdote romano Florinus (fragmento em siríaco)
- outra carta ao mesmo papa sobre a controvérsia pascal (da qual há trechos em Eusébio)
- cartas a vários correspondentes sobre o mesmo tema (mencionadas por Eusébio; fragmento preservado em siríaco)
- um livro com numerosos discursos, provavelmente uma coleção de homilias (mencionado por Eusébio)

## Escrituras
Ireneu aponta para as Escrituras como prova de um cristianismo ortodoxo contra as heresias, classificando como "Escrituras" não somente o Antigo Testamento, mas também os livros hoje conhecidos como Novo Testamento e, ao mesmo tempo, excluindo uma grande quantidade de obras de autores gnósticos que floresciam no século II d.C. e que alegavam autoridade de Escritura. Antes dele, os cristãos diferiam entre si sobre quais evangelhos preferiam. Os da Ásia Menor utilizavam muito o Evangelho segundo João e o Evangelho segundo Mateus era o mais popular no geral. Ireneu afirmou que quatro evangelhos, o de Mateus, Marcos, Lucas e João eram os canônicos. Logo, Ireneu nos deu um dos primeiros testemunhos da afirmação dos quatro evangelhos canônicos, possivelmente como uma reação a uma versão editada por Marcião de Sinope do Evangelho de Lucas (o Evangelho de Marcião), que ele afirmava ser o único verdadeiro evangelho.
Baseado nos argumentos de Ireneu apoiando a existência de apenas quatro evangelhos autênticos, alguns intérpretes deduzem que este conceito deveria ser ainda muito novo no tempo Ireneu. Em "Contra Heresias" (3.11.7), ele concorda que muitos cristãos heterodoxos utilizavam apenas um evangelho, enquanto em 3.11.9 ele afirma que outros utilizavam mais do que quatro. O sucesso do Diatessarão de Taciano no mesmo período é "…uma poderosa indicação de que os 'quatro evangelhos' patrocinados na época por Ireneu não eram amplamente — muito menos universalmente — reconhecidos". Ireneu também foi o primeiro a atestar (numa fonte que sobreviveu até hoje) que o Evangelho de João foi de fato escrito pelo apóstolo e que o Evangelho de Lucas foi escrito pelo mesmo Lucas que era companheiro de Paulo.
O apologista e ascético Taciano já tinha antes harmonizado os quatro evangelhos numa única narrativa, o Diatessarão (ca. 150 d.C.
Estudiosos afirmam que Ireneu cita pelo menos 21 dos 27 textos do Novo Testamento:
Os itens marcados como ** são os que é incerto se Ireneu citou ou não.
- Livro I
  - Prefácio: Primeira Epístola a Timóteo
  - Capítulo 3: Epístola aos Colossenses e Primeira Epístola aos Coríntios
  - Capítulo 16: Segunda Epístola de João
- Livro II
  - Capítulo 30: Epístola aos Hebreus**
- Livro III
  - Capítulo 3: Epístola a Tito
  - Capítulo 7: Segunda Epístola aos Coríntios
  - Capítulo 10: Marcos
  - Capítulo 11: João
  - Capítulo 14: Lucas, Atos dos Apóstolos e Segunda Epístola a Timóteo
  - Capítulo 16: Mateus, Primeira Epístola de João e Epístola aos Romanos
  - Capítulo 22: Epístola aos Gálatas
- Livro IV
  - Capítulo 9: Primeira Epístola de Pedro
  - Capítulo 16: Epístola a Tiago**
  - Capítulo 18: Epístola aos Filipenses
  - Capítulo 20: Apocalipse
- Livro V
  - Capítulo 2: Epístola aos Efésios
  - Capítulo 6: Primeira Epístola aos Tessalonicenses
  - Capítulo 25: Segunda Epístola aos Tessalonicenses
  - Capítulo 28: Segunda Epístola de Pedro **

Ele não cita as Epístolas a Filêmon, Judas e nem a Terceira Epístola de João.

## Autoridade apostólica
Em seus escritos contra os gnósticos, que alegavam possuir uma tradição oral secreta vinda do próprio Jesus, Ireneu defendia que os bispos em diferentes cidades são conhecidos desde o tempo dos Apóstolos — e nenhum deles era gnóstico — e que os bispos proviam o único guia seguro para a interpretação das Escrituras. Ele enfatizava a posição de autoridade única que detinha o bispo de Roma.
Com as listas de bispos a que Ireneu se referiu, a doutrina posterior de sucessão apostólica dos bispos pode ser relacionada. Esta sucessão foi importante para estabelecer uma linha de custódia da ortodoxia. O ponto de vista de Ireneu quando refutando os gnósticos foi de que todas as igrejas apostólicas preservaram as mesmas tradições e ensinamentos em diversas correntes independentes. Foi um acordo unânime entre estas muitas correntes independentes de transmissão que provaram a fé ortodoxa, corrente naquelas igrejas, ser a verdadeira. Se algum erro tivesse sido absorvido, o acordo seria imediatamente destruído. Os gnósticos não tinham nem esta sucessão e nem um acordo entre eles.

## Traços de um pensamento
Para Ireneu, na senda do progresso constante na Revelação contida na Bíblia, há somente um Deus (Théos) e não um Deus e um demiurgo ou "ser divino" (theios) como era propagado pelas correntes gnósticas. Para estas, de facto, a Criação é obra do demiurgo — δημιουργός, em grego, demiurgus em latim — pois, fruto do seu pessimismo diante da matéria criada, não concebiam que a Divindade pudesse contactar com a mesma (Adversus haereses I, 5, 1-6). Ireneu sublinha não só a identidade entre Deus e o Criador (Adversus haereses V, II, 1, 1; IV, 5, 2-4) e que, assim, todo o Universo provém do bem e tem em vista o bem, mas igualmente que a Criação não era, como diziam os gnósticos, fruto de um erro de concepção inicial: neque per apostasiam et defectionem et ignoratiam (Adversus haereses II, 3, 2).
| “ | O núcleo de um pensamento: «A glória de Deus é o Homem vivo, e a vida do Homem consiste em ver a Deus. Pois se a manifestação de Deus que é feita por meio da criação, permite a vida de todos os seres vivos na Terra, muito mais a revelação do Pai que nos é comunicada pelo Verbo, comunica a vida àqueles que amam a Deus» | ” |
|   | — Adversus Haereses IV, 20, 7, Ireneu de Lyon. |   |

A sua antropologia parte da afirmação de que o Homem — entenda-se: a unidade inseparável de corpo e alma (Adversus haereses V, 6, 1) —, sendo criado por Deus, é bom. Contudo, por ser uma criatura, o Homem não é perfeito e, assim, está propenso a ir contra sua natureza e optar livremente por decair, sem, contudo, que tal faça destruir a sua natureza (Adversus haereses IV, 37, 5). Para Ireneu é o livre-arbítrio que torna o Homem semelhante a Deus: liberae sententiae ab initio est homo, et liberae sententiae est Deus, cui similitudinem factus est (Adversus haereses IV, 37, 4). Deste modo, sendo todo o Homem livre em seus actos é, igualmente, responsável pelos mesmos. O mal que pode ser deslindado no Mundo, assim, não é da responsabilidade de Deus, mas das opções desordenadas do Homem.

### Santíssima Trindade
"Já temos mostrado que o Verbo, isto é, o Filho esteve sempre com o Pai. Mas também a Sabedoria, o Espírito estava igualmente junto dele antes de toda a criação" (Contra as Heresias IV,20,4).
Irineu afirma a igualdade de essência e dignidade entre o Pai e o Filho e o Espírito Santo (Adv. Haeres., II, 13, 8).

### Batismo trinitário
Ao dar a Seus discípulos poder para que fizessem os homens renascer de Deus, o Senhor lhes disse: Ide e fazei discípulos Meus todos os povos, batizando-os em nome do Pai e do Filho e do Espírito Santo. (Mt 28,19) —  Do Tratado contra as heresias – Lib. 3,17,1-3 : SCh 34, 302-306

### Eucaristia e ressurreição da carne
No Tratado contra as Heresias, Irineu redige a doutrina da Eucaristia: Corpo e Sangue de Cristo e a ressurreição da carne:

 Se não há salvação para a carne, também o Senhor não nos redimiu com o Seu Sangue.
Portanto, quando o cálice de vinho misturado com a água e o pão natural recebem a Palavra de Deus, transformam-se na eucaristia do Sangue e do Corpo de Cristo.
Recebendo a palavra de Deus, tornam-se a eucaristia, isto é, o Corpo e o Sangue de Cristo. Assim também os nossos corpos, alimentados pela eucaristia, depositados na terra e nela desintegrados, ressuscitarão a seu tempo, quando o Verbo de Deus lhes conceder a ressurreição para a glória do Pai. É ele que reveste com sua imortalidade o corpo mortal e dá gratuitamente a incorruptibilidade a carne corruptível.  Porque é na fraqueza que se manifesta o poder de Deus. —  Lib. 5,2,2-3 : SCh 153,30-38
Irineu afirma também o caráter propiciatório da Eucaristia em seu monumental "Contra as Heresias":

 (Nosso Senhor) nos ensinou também que há um novo sacrifício da Nova Aliança, sacrifício que a Igreja recebeu dos Apóstolos, e que se oferece em todos os lugares da terra ao Deus que se nos dá em alimento como primícia dos favores que Ele nos concede no Novo Testamento. Já o havia prefigurado Malaquias ao dizer:
Porque desde o nascer do sol, (…) (Malaquias, I, 11). O que equivale dizer com toda clareza que o povo primeiramente eleito (os judeus) não havia mais de oferecer sacrifícios, senão que em todo lugar se ofereceria um sacrifício puro e que seu nome seria glorificado entre as nações.

### Virgem Maria
De importância singular é, também, o pensamento de Ireneu sobre Maria, considerando-a como perpetuamente virgem e como Corredentora. Irineu desenvolve um paralelismo antitético, dentro do quadro da Redenção operada por Cristo, entre a mãe de Jesus — figura da obediência e da humildade — e Eva — tipo daquela e imagem da desobediência e do orgulho:
Da mesma forma, encontramos Maria, a Virgem obediente, que diz: “Eis a serva do Senhor, faça-se em mim segundo a tua palavra”, e, em contraste, Eva, que desobedeceu quando ainda era virgem. Como esta, ainda virgem se bem que casada — no paraíso estavam nus e não se envergonhavam, porque, criados há pouco tempo ainda não pensavam em gerar filhos, sendo necessário que, primeiro, se tornassem adultos antes de se multiplicar —, pela sua desobediência se tornou para si e para todo o gênero humano causa da morte, assim Maria, tendo por esposo quem lhe fora predestinado e sendo virgem, pela sua obediência se tornou para si e para todo o gênero humano causa da salvação.— Irineu de Lyon, "Contra as Heresias", III, 22,4
 A Virgem Maria… sendo obediente à sua palavra, recebeu do anjo a boa nova de que ela daria à luz Deus. —  Contra as Heresias V, 19,1

### Primado do Bispo de Roma
Depois de afirmar a primazia da Sé de Roma enumera os bispos de Roma que governaram a Igreja até então:

 Para a maior e mais antiga a mais famosa Igreja, fundada pelos dois mais gloriosos Apóstolos, Pedro e Paulo." e depois "Os bem-aventurados Apóstolos portanto, fundando e instituindo a Igreja, entregaram a Lino o cargo de administrá-la como Bispo; a este sucedeu Anacleto; depois dele, em terceiro lugar a partir dos Apóstolos, Clemente recebeu o episcopado. —  Contra as Heresias - 1.III, 1,12; 2,1´2; 3.1´3; 4,1; P.G. 7, 844ss; S.C.34
Irineu afirmava que todas as igrejas deveriam estar de acordo com Roma, devido à sua 'autoridade preeminente' ou por sua 'origem superior':

 Mas visto que seria coisa bastante longa elencar, numa obra como esta, as sucessões de todas as igrejas, limitar-nos-emos à maior e mais antiga e conhecida por todos, à igreja fundada e constituída em Roma, pelos dois gloriosíssimos apóstolos, Pedro e Paulo, e, indicando a sua tradição recebida dos apóstolos e a fé anunciada aos homens, que chegou até nós pelas sucessões dos bispos, refutaremos todos os que de alguma forma, quer por enfatuação ou por vanglória, quer por cegueira ou por doutrina errada, se reúnem prescindindo de qualquer legitimidade. Com efeito, deve necessariamente estar de acordo com ela, por causa da sua origem mais excelente, toda a igreja, isto é, os fiéis de todos os lugares, porque nela sempre foi conservada, de maneira especial, a tradição que deriva dos apóstolos.— Contra as Heresias, Livro III, capítulo 3, vers. 2

### Evangelhos canônicos
Irineu afirma claramente a divisão em quatro evangelhos (Mateus, Marcos, Lucas e João), fazendo numerosas citações desses evangelhos, únicos evangelhos reconhecidos como autênticos e lidos na Igreja atesta Irineu:

 Mateus compôs o Evangelho para os hebreus na sua língua, enquanto Pedro e Paulo em Roma pregavam o Evangelho e fundavam a Igreja. —  Adv. Haereses II, 1,1
 Depois de sua morte, Marcos, o discípulo e intérprete de Pedro, nos transmitiu também por escrito o que Pedro tinha pregado.  Assim mesmo Lucas, o companheiro de Paulo, consignou num livro o evangelho pregado por este.
Enfim, João, o discípulo do Senhor, o mesmo que reclinou sobre o seu peito, publicou também o Evangelho quando de sua estadia em Éfeso. Ora, todos esses homens legaram a seguinte doutrina: Quem não lhes dá assentimento despreza os que tiveram parte com o Senhor, despreza o próprio Senhor, despreza enfim o Pai; e assim se condena a si mesmo, pois resiste e se opõe à sua salvação – e é o que fazem todos os hereges. —  Contra as heresias
Ireneu em sua obra também faz referência aos Livros Sagrados chamados deuterocanônicos referindo-se à Sabedoria, à História de Susana, Bel e o dragão (Adições em Daniel) e Baruque.

## Apontamentos acerca da sua refutação do Evangelho de Judas
A sua extensa e completa refutação das diferentes doutrinas gnósticas vem sendo recordada por ocasião do redescobrimento do texto pseudo-epígrafo conhecido como o Evangelho de Judas. Acerca deste texto, Ireneu disse que era utilizado por um grupo gnóstico auto-denominado cainitas, os quais:
"…dizem que Caim nasceu de uma Potestate superior, e se professam irmãos de Esaú, Coré, os sodomitas e todos os seus semelhantes. Por isto, o Criador os atacou, mas a nenhum deles pôde-se fazer mal. Pois, a Sabedoria tomava para si mesma o que deles havia nascido dela. E dizem que Judas, o traidor, foi o único que conheceu todas estas coisas exatamente, porque somente ele entre todos conheceu a verdade para levar em frente o 'mistério da traição' (…). Para isto, mostram um livro de sua invenção, que chamam o Evangelho de Judas." (Adversus haereses, I, 31, 1)
Na continuação, Ireneu, desmascarando o louvor que os cainitas faziam de Judas por este ter entregue Jesus, e assim, segundo estes, ousado experimentar a realização da mais cruel traição como caminho para a realização de um número maior de experiências gnósticas, faz notar, não sem uma ironia fina, que
"Estes (os cainitas) chamam de Hystera a este criador do céu e da terra e dizem, como Carpocrates, que o Homem não pode ser salvo se não passar por todo o tipo de experiências. Um anjo, segundo eles, está continuamente à espera de todos os seus actos, incentivando-os para todo o tipo de actos pecaminosos e abomináveis (…). Seja qual for a natureza de tais acções, eles declaram que as fazem em nome de tal anjo, dizendo: 'Ó anjo, eu usei o teu trabalho; o teu poder, eu realizei esta acção!' E advogam que isto é o 'conhecimento perfeito.' " (Adversus haereses I, 31, 2)
Adiante, faz reparar a inconsistência da argumentação daqueles que seguiam os ensinamentos também contidos no Evangelho de Judas, ao expôr a incongruência das sua posições:
"Dizem eles que a paixão do decimo segundo Aeon é demonstrada pela morte de Judas. Contudo, ainda segundo eles, tal Aeon, cujo tipo declaram ser Judas, depois de ser separado de Enthymesis, foi restaurado e retomou a sua posição antiga; contudo Judas foi retirado (do seu cargo), expulso, e Matias foi escolhido em seu lugar, de acordo com o que está escrito." (Adversus haereses II, 20, 2)